# Круглицкий сельсовет
Круглицкий сельсовет (бел. Кругліцкі сельсавет) — административная единица на территории Чашникского района Витебской области Беларуси. Административный центр — деревня Круглица.

## Состав
Круглицкий сельсовет включает 52 населённых пункта:
- Антополье — деревня
- Барсуки — деревня
- Белая Дуброва — деревня
- Бельняки — деревня
- Блажевщина — деревня
- Бобовка — деревня
- Большие Липовичи — деревня
- Большие Трухановичи — деревня
- Борки — деревня
- Боровцы — деревня
- Борок — деревня
- Бояры — деревня
- Будилово — деревня
- Будище — деревня
- Вятеро — деревня
- Вятитеровка — деревня
- Вятны — деревня
- Горивец — деревня
- Горы — деревня
- Грибино — деревня
- Гриньки — деревня
- Грязино — деревня
- Дайлидовка — деревня
- Жерино — деревня
- Жуки — деревня
- Жучки — деревня
- Замочек — деревня
- Запрудье — деревня
- Заречная — деревня
- Каменец — деревня
- Коровичи — деревня
- Круглица — деревня
- Лазуки — деревня
- Малиновщина — деревня
- Малые Липовичи — деревня
- Марьино — деревня
- Мелешковичи — деревня
- Овсяники — деревня
- Осово — деревня
- Подмошье — деревня
- Пуськи — деревня
- Рыжанки — деревня
- Рыжевщина — деревня
- Слидчаны — деревня
- Слободка — деревня
- Соболи — деревня
- Староселье — деревня
- Теребени — деревня
- Толпино — деревня
- Хавчи — деревня
- Хмелевка — деревня
- Хотлино — деревня

Упразднённые населённые пункты на территории сельсовета:
- Цотово — деревня